# Markaz Awsīm
Markaz Awsīm (arabiska: مركز أوسيم) är en region i Egypten.   Den ligger i guvernementet Giza, i den norra delen av landet. Huvudstaden Kairo ligger i Markaz Awsīm.